# Total S.A
Total S.A, thường được gọi là Total, là một tập đoàn dầu khí đa quốc gia của Pháp. Đây là một trong sáu công ty dầu khí lớn nhất thế giới. Nó cũng là một nhà sản xuất hóa chất lớn. Công ty có trụ sở chính tại quận La Défense ở Courbevoie, phía Tây Paris.